# Heilig-Kreuz-Kapelle (Haldem)

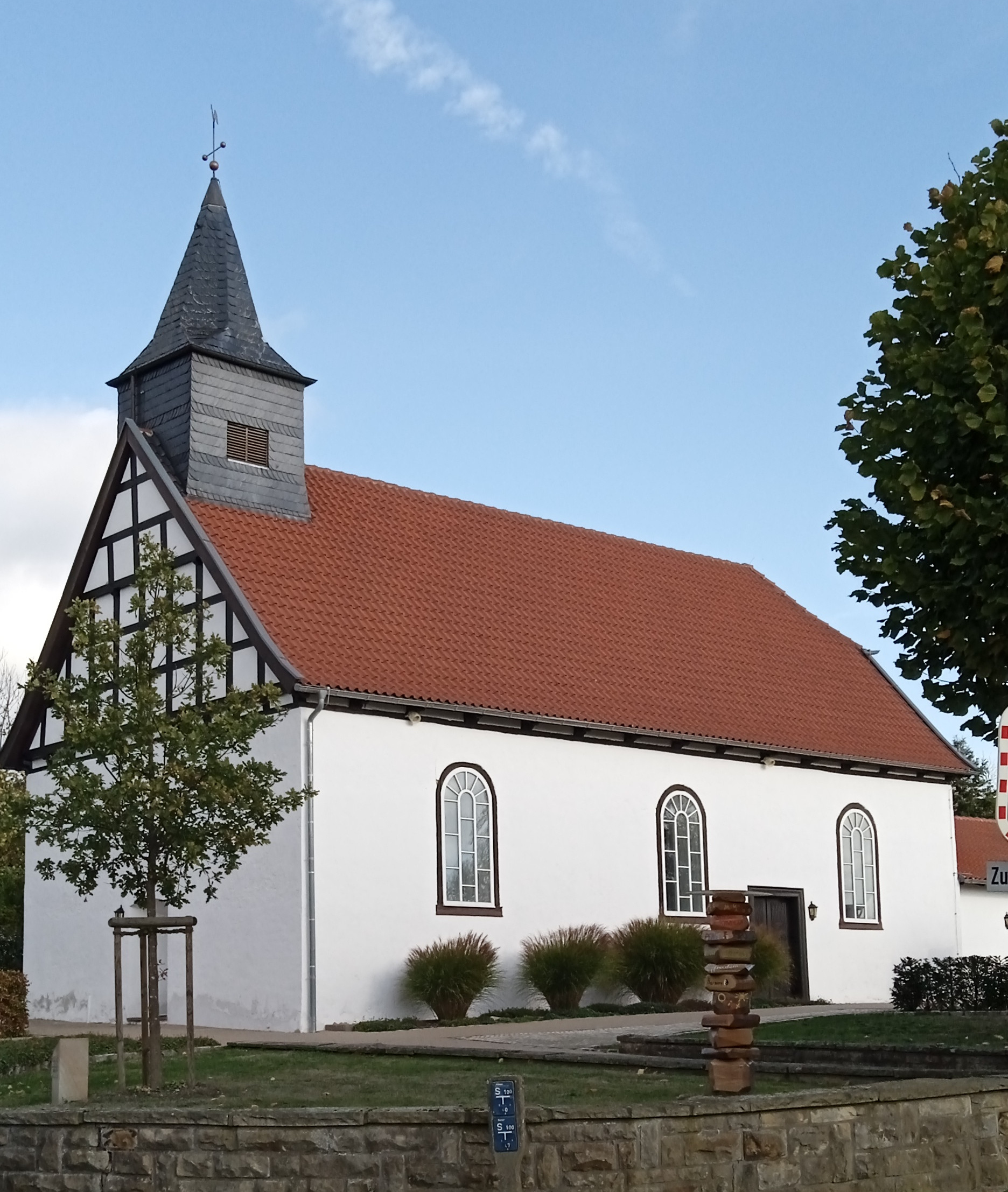
Ansicht von Südwesten

Die Heilig-Kreuz-Kapelle ist eine Kapelle im Stemweder Ortsteil Haldem im äußersten Nordosten Nordrhein-Westfalens. Das heute als Friedhofskapelle genutzte Gotteshaus wurde in der zweiten Hälfte des 15. Jahrhunderts erbaut.

## Architektur

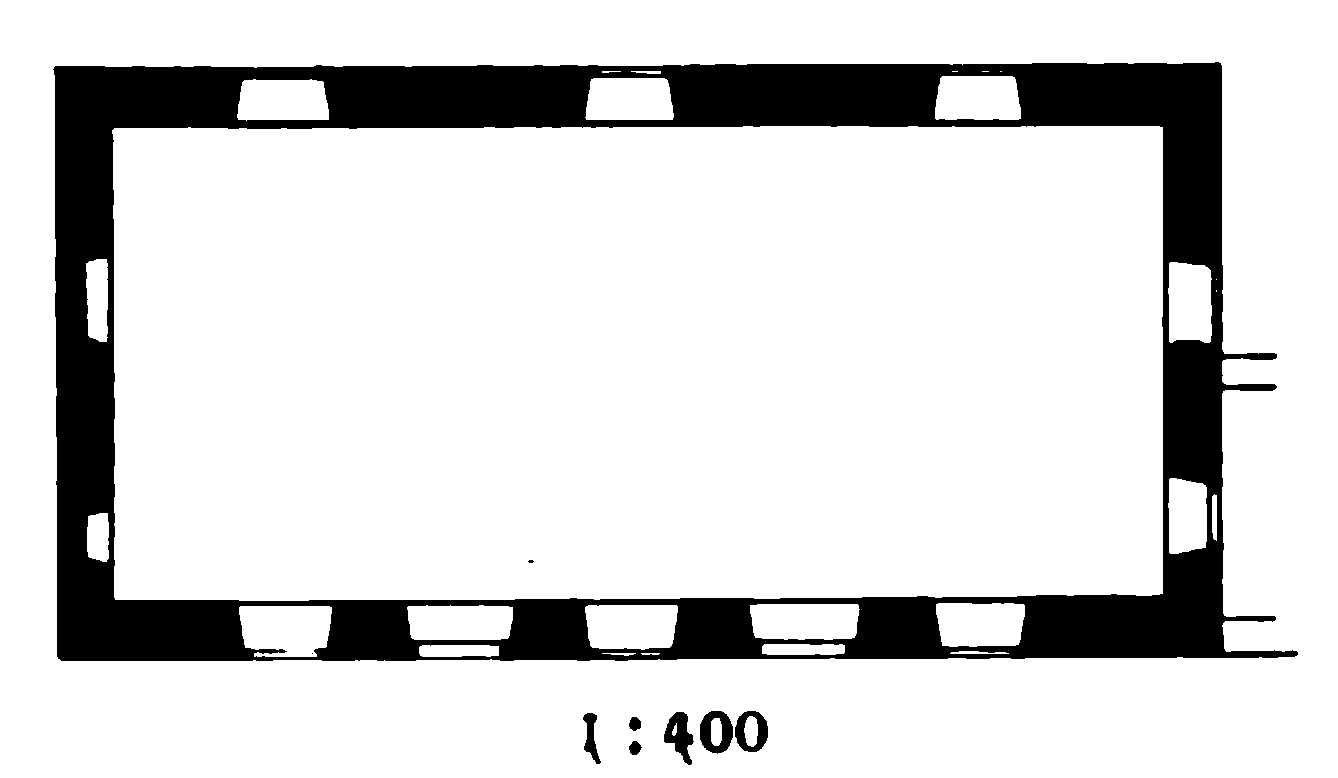
Grundriss

Die Kapelle ist ein kleiner Saalbau mit rechteckigem Grundriss. Die Giebel sind in Fachwerkbauweise ausgeführt. Auf dem westlichen Teil des Satteldachs erhebt sich ein Dachturm, in dem die Glocken hängen.
Die Holzbalkendecke stammt aus dem Jahr 1621, die Fenster sind flachbogig und an der Westseite zugemauert.

## Ausstattung
Der Altar der Heilig-Kreuz-Kapelle enthält Teile eines spätgotischen Schnitzaltars aus der Bauzeit der Kapelle, der zweiten Hälfte des 15. Jahrhunderts. Sie zeigen Szenen der Passion Jesu.
Die ebenfalls spätgotische achteckige Kanzel aus Holz wurde im 16. Jahrhundert gefertigt. Sie ist mit fünf geschnitzten Maßwerkfeldern ausgestattet.